# 印度棒鈴

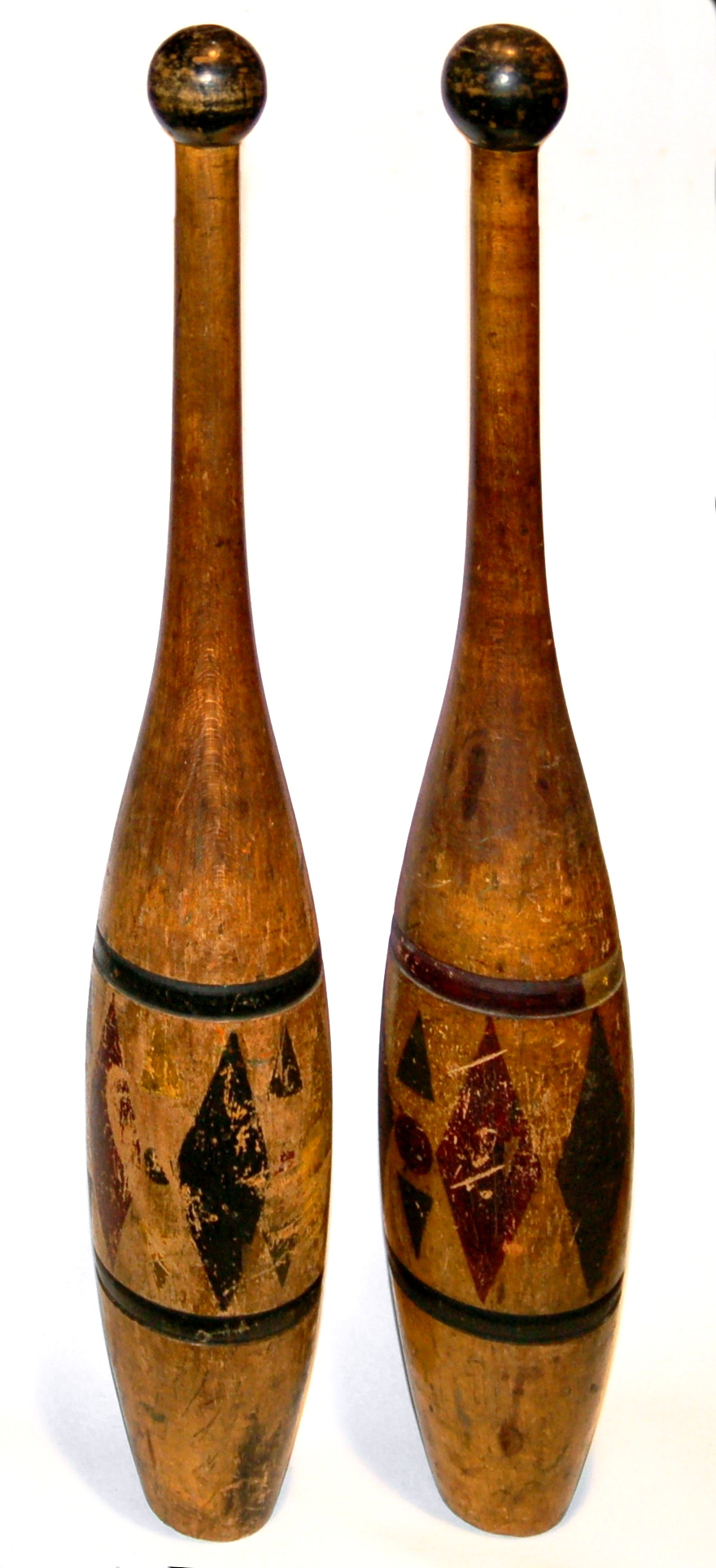
一对印度棒鈴

印度棒鈴是一种體能鍛煉器材，它其實是一種棍状木棒。健身者可以拿著它揮舞，目的是提升健身者的力量以及灵活性。不同的印度棒鈴重量、大小都不盡相同，輕則几磅，重則100磅。19世纪，英国殖民者在印度看到了這種健身棍，便将其命名为印度棒鈴。